# Дракондио
Дракондио (грч. Δρακόντιο) је насељено место у општини Лагадина у периферији Средишња Македонија, Грчка. Према попису из 2021. године било је 217 становника.
До Балканских ратова било је насељено турским становништвом, које је напустило село 1913. године. Током двадесетих година 20. века насељен је већи број грчких избегличких породица. На попису из 1928. године у селу је било 146 становника. Раније се звало Драменџик.